# Pierre Duchesne (colon)
 (mars 2009).
Si vous disposez d'ouvrages ou d'articles de référence ou si vous connaissez des sites web de qualité traitant du thème abordé ici, merci de compléter l'article en donnant les références utiles à sa vérifiabilité et en les liant à la section « Notes et références ».
Pour les articles homonymes, voir Duchesne et Pierre Duchesne.
Pierre Duchesne (Le Mesnil-Saint-Georges, 1637- Saint-François-de-l'Île-d'Orléans, 2 mars 1697) est l'un des 96 Picards qui vinrent au Canada, au XVIIe siècle.

## Biographie
Pierre Duchesne (dit Lapierre) affirmait à son contrat de mariage être natif de Le Mesnil-Saint-Georges, minuscule commune située en bordure de la Somme, qui se divise en quatre arrondissements : Amiens, Abbeville, Péronne et Montdidier. Le Mesnil-Saint-Georges est l'une des 34 communes qui encerclent Montdidier. Comme ses coreligionnaires, il dépendait au point de vue religieux de l'évêque d'Amiens.
Pierre mit le pied en Nouvelle-France avant 1664. La preuve en est facile à établir. Le 3 mai 1664, à Château-Richer, il se présente comme parrain de Catherine Lereau dit L'Heureux, fille de Simon et de Suzanne Jaroussel, de Sainte-Famille, Île d'Orléans. Il accompagne comme marraine Catherine Colin, femme de Claude Guyon, également de l'Île d'Orléans. Pierre semble avantageusement connu par les insulaires. Le Gouverneur de Courcelles, le marquis de Tracy et l'intendant Jean Talon signent au contrat de mariage.
Pierre Duchesne dit Lapierre consent à devenir parrain d'une autre petite fille Marie, dont les parents répondent aux noms de Pierre Lat ou Lelat et de Françoise Crépeau, famille vivant non loin des Lereau. L'épouse d'Abel Turcot, Marie Giraud, est marraine de l'enfant.
Le 14 février 1666, Pierre Duchesne obtenait officiellement une concession de terre de veuve d'Aillebout, Barbe de Boulogne, la protectrice de son épouse à son arrivée de France au Canada.
Pierre épouse Catherine Rivet le 7 janvier 1666 à Notre-Dame de Québec.
Pierre Duchesne décède le 2 mars 1697 à Saint-François-de-l'Île-d'Orléans. Il est inhumé au cimetière de Sainte-Famille de l’Île d’Orléans.
Il est l'ancêtre de l'Honorable Pierre Duchesne, lieutenant-gouverneur du Québec (2007- ).